# Martin McCauley
Martin McCauley (* 18. Oktober 1934 in Omagh) ist ein britischer Historiker, Politikwissenschaftler und Hochschullehrer.

## Leben und Wirken
Der in Nordirland gebürtige Martin McCauley studierte Politikwissenschaft und Geschichte an der University of London und erwarb dort 1966 den Bachelorgrad. Studienaufenthalte verbrachte er an der Universität Perugia und der Universität Paris. 1973 promovierte er dann zum Ph.D. an der University of London. Parallel zu seinem Studium absolvierte er eine Ausbildung als Vermesser. Ab 1968 lehrte er in verschiedenen Funktionen an der University of London, zunächst an der School of Slavonic Studies, seit 1975 als Dozent für „Soviet and East European Studies“. Er betätigte sich außerdem als Journalist und Rundfunkmitarbeiter.
In seinen zahlreichen Veröffentlichungen, die z. T. mehrfach neu aufgelegt wurden, beschäftigt sich McCauley vor allem mit der Geschichte und Entwicklung der Sowjetunion und ihrer führenden Politiker. Außerdem verfasste er eine Geschichte der DDR und Arbeiten über den Kalten Krieg. Hinzu kommen biographische Nachschlagewerke zur Politik in Russland.

## Veröffentlichungen (Auswahl)
- (Hrsg.): The Russian Revolution and the Soviet State 1917–1921. Documents. Macmillan, London 1975, ISBN 0-333-16609-4.
- Khrushchev and the development of Soviet agriculture. The Virgin Land Programme 1953 - 1964. Macmillan, London 1976, ISBN 0-333-19834-4 (= Dissertation University of London).
- (Hrsg.): Communist power in Europe 1944–1949. Macmillan, London 1977, ISBN 0-333-18365-7.
- Marxism-Leninism in the German Democratic Republic. The Socialist Unity Party (SED). Macmillan, London 1979, ISBN 0-333-25828-2.
- The Soviet Union since 1917. Longman, London 1981, ISBN 0-582-48979-2 (2. Aufl. 1993, ISBN 0-582-01323-2).
- The German Democratic Republik since 1945. Macmillan, London 1983, ISBN 0-333-26219-0.
- (Hrsg.): The Soviet Union after Brezhnev. Heinemann, London 1983, ISBN 0-435-83478-9.
- Stalin and stalinism. Longman, London 1983 (4. Aufl. Routledge, London 2019, ISBN 978-1-138-31622-5).
- Octobrists to Bolsheviks. Imperial Russia 1905–1917. Arnold, London 1984, ISBN 0-7131-6403-4.
- (Hrsg., mit Stephen Carter): Leadership and succession in the Soviet Union, Eastern Europe and China. Macmillan, Basingstoke 1986, ISBN 0-333-38680-9.
- (Hrsg.): Khrushchev and Khrushevism. Macmillan, Basingstoke 1987, ISBN 0-333-43444-7.
- (Hrsg.): The Soviet Union under Gorbachev. Macmillan, Basingstoke 1987, ISBN 0-333-43912-0.
- (mit Peter Waldron): The emergence of the modern Russian state 1855–81. Barnes & Nobles, Totowa, NJ. 1988, ISBN 0-389-20755-1.
- (Hrsg.): Directory of Russian MPs. People's deputies of the Supreme Soviet of Russia-Russian Federation. Longman, Harlow, Essex 1992, ISBN 0-582-09647-2.
- (Hrsg.): Longman biographical dictionary of decision makers in Russia and the successor states. Longman, Harlow, Essex 1993, ISBN 0-582-20999-4.
- The origins of the Cold War 1941–1949. 3. Aufl. Longman, London 2003, ISBN 0-582-77284-2).
- The Khrushchev era 1953–1964. Longman, London 1995, ISBN 0-582-27776-0.
- Who's who in Russia since 1900. Routledge, London 1997, ISBN 0-415-13897-3.
- Gorbachev. Longman, London 1998, ISBN 0-582-21598-6.
- The Longman companion to Russia since 1914. Longman, London 1998, ISBN 0-582-27640-3.
- Russia, America and the Cold War, 1949–1991. Longman, London 1998, ISBN 0-582-27936-4 (2. Aufl. Pearson, Harlow 2008, ISBN 978-1-4058-7430-4).
- Bandits, gangsters and the mafia. Russia, the Baltic states and the CIS since 1992. Longman, Harlow 2001, ISBN 0-582-35764-0.
- Afghanistan and Central Asia. A modern history. Longman, London 2002, ISBN 0-582-50614-X.
- The Cold War 1949-2016. Routledge, London 2017, ISBN 978-1-138-99900-8.